# Ледоховский, Игнацы Гиларий
Граф Игнацы Гиларий Ледоховский (13 января 1789, село Крупа — 29 марта 1870, Климонтув) — польский бригадный генерал.

## Биография
Представитель польского дворянского рода Ледоховских герба «Шалава». Второй сын дворянина королевского Антония Бартоломея Ледоховского (1755—1835) и Юлианны Островской.
В 1794 году после подавления восстания Костюшко Игнацы вместе с родителями переехал с Волыни на Сандомирщину, где семейство поселилось в городе Оссолин. Учился в Терезианской академии в Вене и академии инженерных наук (специализация — артиллерия). С 1808 года в чине поручика служил в пехотном полку австрийской армии. В 1809 году участвовал в Войне пятой коалиции против наполеоновской Франции. В битве при Регенсбурге был взят в плен французами. После обмена пленных служил в 4-м гусарской полку, затем вышел в отставку.
В 1810 году Игнацы Гиларий Ледоховский вступил в армию созданного Наполеоном Бонапартом Варшавского Великого герцогства в чине лейтенанта, служил в конной артиллерии. В сентябре 1811 года в качестве инженера был включен в состав гарнизона Гданьска. Перед кампанией 1812 года вернулся на службу в артиллерию. Во время русской кампании Наполеона капитан Игнацы Ледоховский служил в X корпусе маршала Макдональда. Во время отступления французской армии из России 3 января 1813 года был тяжело ранен в ногу, которая впоследствии была ампутирована. В июне 1813 года во время обороны Гданьска был награждён Крестом Почетного легиона. В Кенигсберге был взят русскими в плен.
После освобождения из русского плена, несмотря на инвалидность, Игнацы Ледоховский в 1815 году был принят в состав армии Царства Польского. В 1819 году получил во владение от своего отца оссолинские имения. В 1827 году полковник Игнацы Гиларий Ледоховский был назначен командующим варшавского королевского арсенала.
В 1830 году Игнацы Гиларий Ледоховский принял участие в Ноябрьском восстании в Царстве Польском против русского владычества. В ноябре приказал открыть для восставших горожан королевский арсенал в Варшаве, затем был назначен бригадным генералом и командующим гарнизона в крепости Модлин. Дважды (в марте и сентябре) отклонил ультиматумы русского командования о сдачи крепости. 9 октября 1831 года после пересечения прусской границы крупными отрядами повстанцев Игнацы Ледоховский сдал крепость Модлин русской армии.
После подавления восстания бригадный генерал Игнацы Гиларий Ледоховский остался в Царстве Польском и проживал в Оссолине. Отказался от пенсии, которая была ему положена как полковнику армии Царства Польского. В 1833 году после смерти своей жены продал оссолинские имения и поселился в Варшаве. В 1836 году присутствовал на коронации австрийского императора Фердинанда I на королевский престол Чехии. С 1839 года вместе с детьми в течение нескольких лет проживал в Мюнхене, затем в Санкт-Петербурге. В 1845 году российское правительство утвердило за ним графский титул. В 1855 году поселился в монастыре доминиканцев в Климонтуве, где позднее скончался и был похоронен.

## Семья
12 июня 1821 года женился на Людвике Горской (18.05.1797-16.06.1833), от брака с которой имел четверо детей:
- Юзеф Ян Ледоховский (1822—1894)
- Антоний Август Ледоховский (1823—1885)
- Анна Ледоховская (1824—1839)
- Людвика Аполония Изабелла (1828—1860)